# Volodymyr Naoumenko
Volodymyr Naoumenko, en ukrainien : Володимир Павлович Науменко et en russe : Владимир Павлович Науменко (1852-1919), est un homme d'état, lexicographe, ethnologue et journaliste ukrainien.

## Biographie
De 1893 à 1906 il fut éditeur en chef du journal Kievskaya Starina.
Il fut président de la Rada centrale quelques jours pendant l'exil de Mykhaïlo Hrouchevsky mais aussi ministre de l'éducation après Mykola Vasylenko.
Il fut arrêté par la Tcheka et repose au cimetière de Loukianivka.